# Masalia funebris
Masalia funebris är en fjärilsart som beskrevs av Emilio Berio 1962. Masalia funebris ingår i släktet Masalia och familjen nattflyn. Inga underarter finns listade i Catalogue of Life.